# Transoil
Transoil (ros. OOO Трансойл) – rosyjski przewoźnik kolejowy należący do multimilionera Giennadija Timczenki.
Firma Transoil powstała w 2003 roku. Jest drugim co do wielkości prywatnym rosyjskim przedsiębiorstwem branży kolejowej. Specjalizuje się w świadczeniu usług przewozowych dla największych koncernów wydobywczych węglowodorów. Jej strategicznym partnerem jest Rosnieft.
Spółka posiada flotę około 35 000 wagonów cystern. Przewozi ropę naftową i jej pochodne z głębi Rosji do rosyjskich, łotewskich i estońskich portów nad Morzem Bałtyckim.